# Serge Dassault

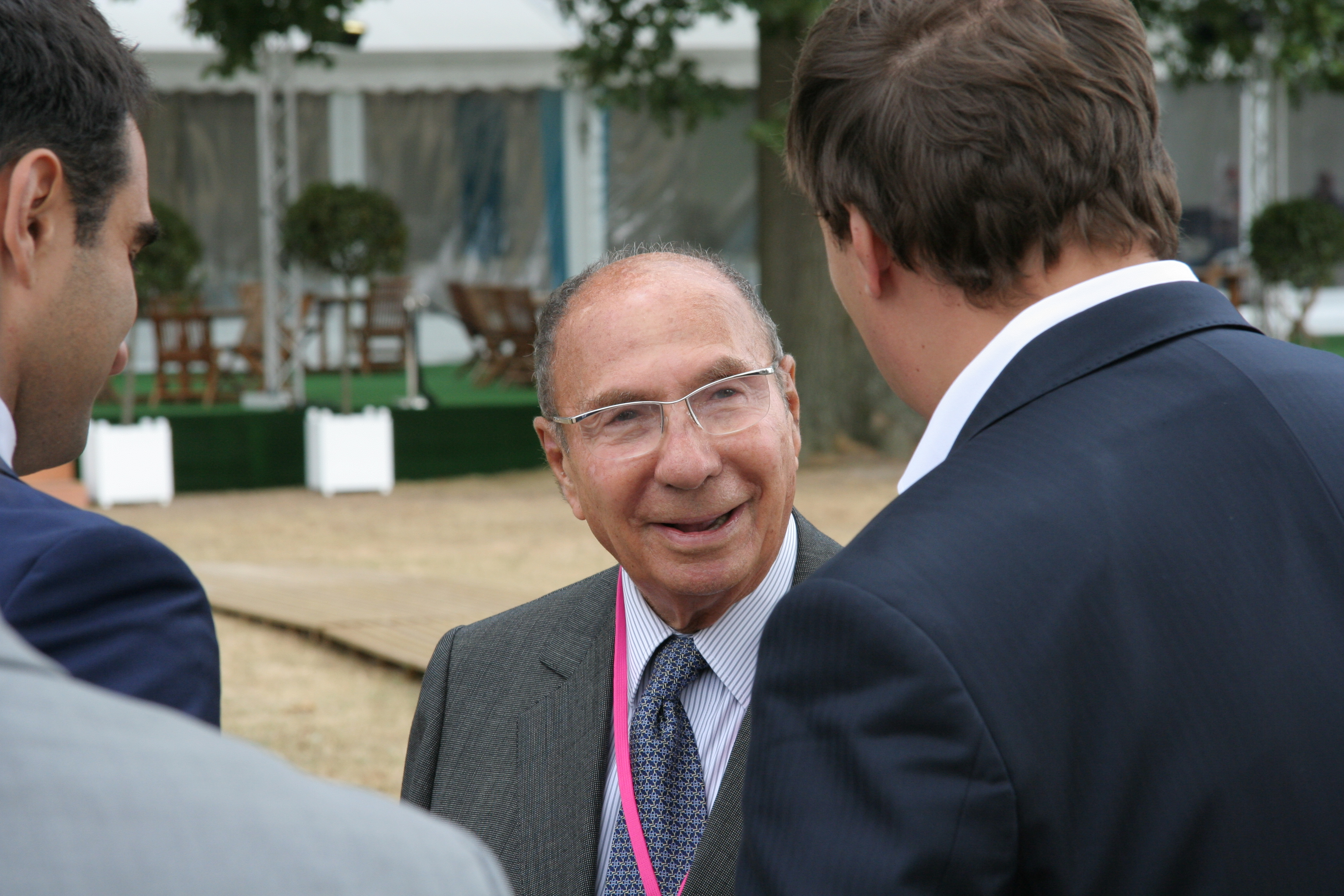
Serge Dassault bei der Sommeruniversität des Mouvement des entreprises de France, 2009

Serge Dassault (geboren am 4. April 1925 in Paris als Serge Bloch; gestorben am 28. Mai 2018 ebenda) war ein französischer Unternehmer und Politiker (UMP/LR). Der Milliardär und Sohn des Flugzeugkonstrukteurs und Konzerngründers Marcel Dassault besaß mit seiner Familie die Groupe Dassault, ein Firmenkonglomerat mit Schwerpunkten im Rüstungs- und Medienbereich.

## Familie
Sein Vater Marcel Bloch (später Marcel Dassault; 1892–1986) stammte väterlicherseits von einer jüdischen Familie aus dem Elsass, mütterlicherseits von der sephardischen Familie Allatini ab; sein Großonkel Moïse Allatini (1809–1882) aus Thessaloniki war Präsident der dortigen Alliance Israélite Universelle und einer der reichsten Männer im Osmanischen Reich. Marcel Bloch war u. a. ein Cousin des Komponisten Darius Milhaud und des Kampfpiloten Nissim de Camondo. Seine Mutter Madeleine Minckes stammte aus einer jüdischen Familie, die aus Litauen nach Frankreich eingewandert war. Serge Dassaults Eltern, er und sein Bruder wurden im März 1944 von der Gestapo verhaftet und im Gefängnis sowie im Sammellager Drancy interniert. Sein Vater wurde ins KZ Buchenwald deportiert. Aufgrund dieser Erfahrung von Diskriminierung und Verfolgung entschied sich sein Vater 1950 mit seiner Familie zum Katholizismus zu konvertieren und nahm 1949 den Namen Dassault in Anlehnung an Char d’assaut an.
Serge Dassault war seit 1950 mit Nicole Raffel verheiratet und Vater von vier Kindern, darunter Olivier Dassault (1951–2021), seit 2001 Mitglied der Nationalversammlung.

## Unternehmer

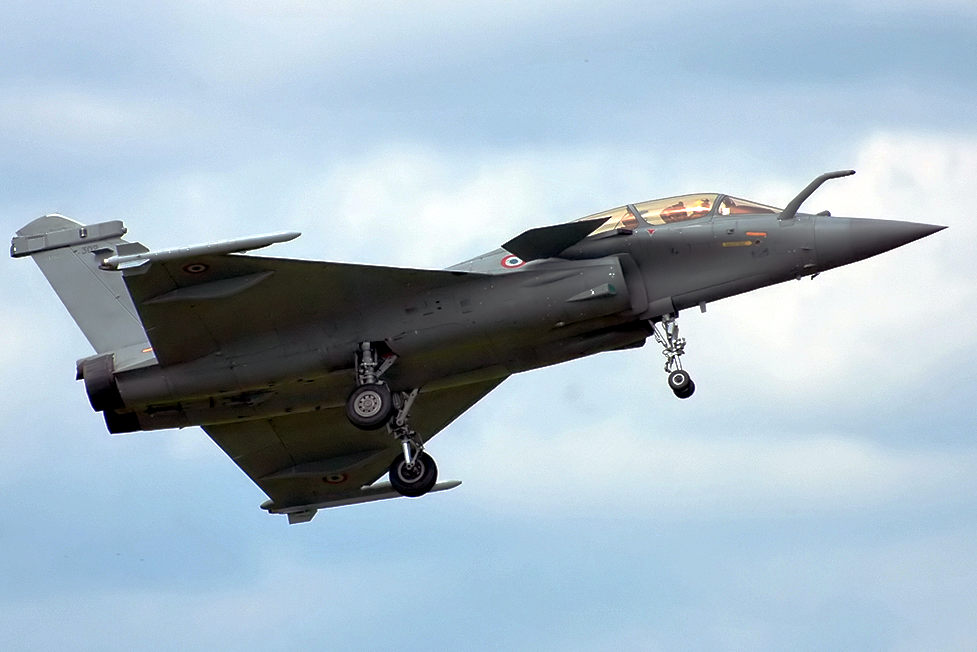
Dassault Rafale

Im Jahr 1987 trat Dassault das Erbe seines Vaters an und wurde Generaldirektor von Dassault Industries. Der unter der Präsidentschaft François Mitterrands in den 1980er Jahren teilnationalisierte Konzern Aviation wurde von dessen Nachfolger Jacques Chirac wieder privatisiert und ist heute zu 50,55 % in den Händen der Familie Dassault und zu 46,32 % in denen des zweiten französischen Luftfahrtkonzerns EADS France. Der Staat hält nur noch 3,13 % der Anteile. Dassault war Mandant der Anwaltskanzlei Nicolas Sarkozys, die den Nachlass seines Vaters regelte.
Zur Groupe Dassault gehört der Luftfahrt- und Rüstungskonzern Dassault Aviation, vor allem bekannt für seine Kampfflugzeuge Rafale und Mirage sowie die Geschäftsreiseflugzeuge Falcon. Dassault Systèmes ist ein Software-Entwicklungsunternehmen für Product-Lifecycle-Management-Lösungen. Die Presse-Holding Socpresse erledigt mit fast 9000 Angestellten und geschätzten 70 Publikationen einen großen Teil der Öffentlichkeitsarbeit des Konzerns. Außerdem hält die Familie Dassault unter anderem einen Anteil von 6,3 % an Veolia Environnement.
Dassault wurde 2004 Besitzer der „Figaro“-Gruppe, die den Figaro, das konservative Leitmedium Frankreichs, das Magazin L’Express und zahlreiche Regionalzeitungen herausgibt, und damit Arbeitgeber von 2700 Journalisten. 270 Journalisten – allein 54 bei Figaro, darunter Christine Clerc – nahmen daraufhin die Gewissensklausel in Anspruch und verließen das Unternehmen trotz schwieriger Arbeitsmarktlage. Dassault besitzt vier Fünftel der Anteile am Socpresse-Verlag in Paris und verdrängte den Konzern Lagardère Medias als Marktführer. Zum Konzern zählen über 70 nationale und regionale Zeitungen, neben Le Figaro u. a. Le Progrès (Lyon) und La Voix du Nord (Lille), aber auch Le Soir in Belgien. Dazu kommen Fernseh- und Frauenzeitschriften.
2014 stand Dassault auf der Milliardärsliste von Bloomberg mit einem Vermögen von 14,1 Milliarden Dollar auf Platz vier in Frankreich, weltweit auf Rang 70.
Das Forbes Magazine schätzte Dassaults Vermögen im Jahr 2015 auf 15,3 Milliarden US-Dollar und führt ihn damit auf Platz 62 auf der Liste der reichsten Menschen der Welt.

## Politik
Neben anderen politischen Ämtern war er von 1995 bis 2009 Bürgermeister von Corbeil-Essonnes.
Seit 2004 war Dassault Mitglied des Senats für das Département Essonne, zuletzt wurde er 2011 wiedergewählt. Bei seinem Einzug in den Senat befürchteten Politiker, Gewerkschafter, Juristen wie Journalisten eine politisch-mediale Machtkonzentration wie in Italien unter Silvio Berlusconi. Er war zuletzt Alterspräsident des Senats.

## Unterstützung einer NGO
Dassault spendete unter anderem für die Reporter ohne Grenzen.

## Strafverfahren

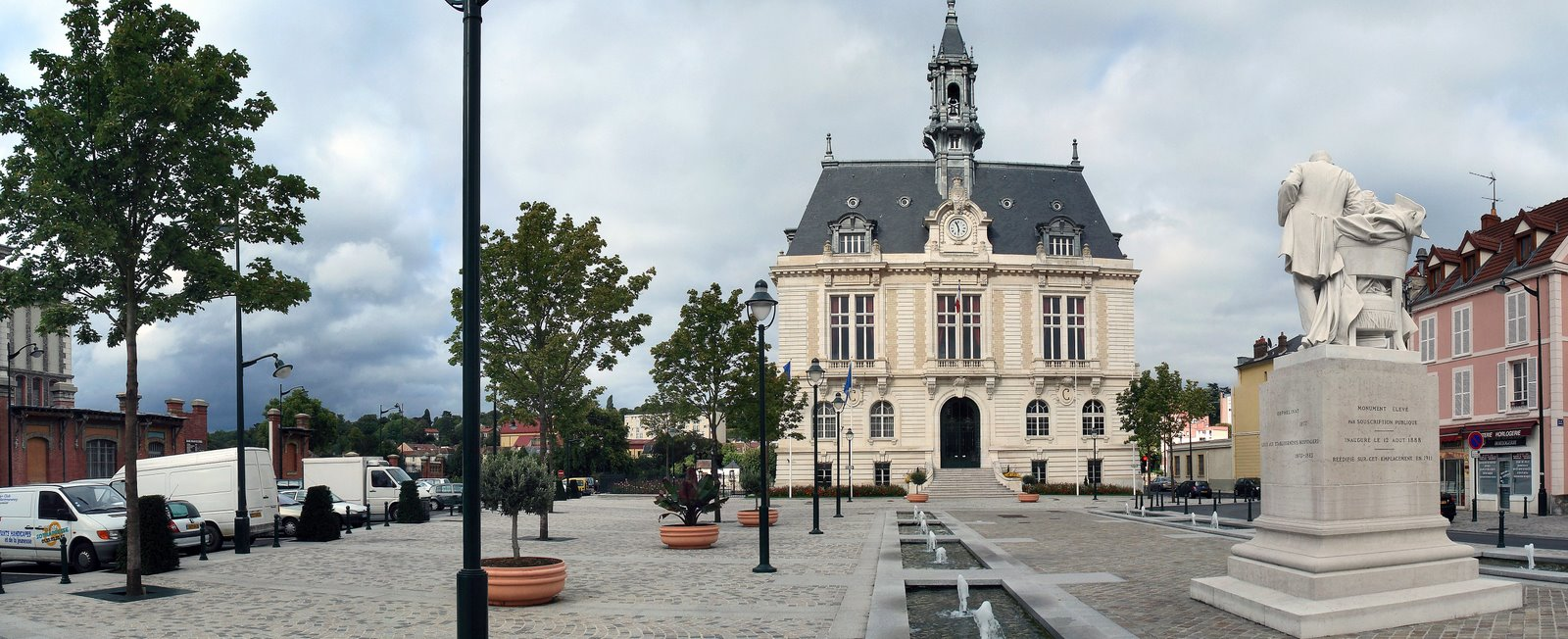
Place Galignani und Rathaus in Corbeil

1998 wurde Dassault in Belgien im Rahmen des Agusta-Dassault-Skandals zu einer zweijährigen Bewährungsstrafe verurteilt. Dassault und der italienische Rüstungsbetrieb Agusta hatten – um an Aufträge für Kampfhubschrauber und Bordausrüstung zu kommen – mehr als 160 Millionen Francs (24 Millionen Euro) an die damals in Brüssel regierende Sozialistische Partei gezahlt.
Als er 2008 mit äußerst knappem Vorsprung zum Bürgermeister von Corbeil-Essonnes wiedergewählt wurde, sah Frankreichs Oberstes Verwaltungsgericht einen Stimmenkauf als erwiesen an und annullierte die Wahl. Dassault verlor das passive Wahlrecht für ein Jahr, konnte aber weiterhin im Senat bleiben. Das investigative Satireblatt Le Canard enchaîné berichtete im Dezember 2012 von rund 1,7 Millionen Euro, die über den Libanon an Mittelsmänner Dassaults gegangen sein sollen, die anschließend den Stimmenkauf in Corbeil-Essonnes organisierten. Zeugen sagten aus, Dassault habe Beträge zwischen 20 und 400 Euro pro Wählerstimme gezahlt.
Nachdem zuvor zwei Anträge auf Aufhebung von Dassaults parlamentarischer Immunität im Senat gescheitert waren, lehnte am 8. Januar 2013 das Präsidium des Senats mit 13 zu 12 Stimmen bei einer Enthaltung erneut einen wegen Verdachts auf Stimmenkauf, Korruption, Geldwäsche und Veruntreuung gestellten weiteren Antrag ab. Dies rief vor allem im linken Lager Empörung hervor: Les Verts (Die Grünen) sprachen von einem Skandal, die Entscheidung sei „unverständlich und schockierend“. Thierry Mandon von der regierenden Sozialistischen Partei sagte, niemand dürfe über dem Gesetz stehen, die parlamentarische Immunität müsse ihre Grenzen haben. Am 12. Februar 2014 stimmte das Senatspräsidium schließlich für die Aufhebung der Immunität Dassaults. In einer Anzeige wurde ihm die Bildung einer kriminellen Vereinigung vorgeworfen.
Am 2. Februar 2017 wurde Dassault zu einer Geldstrafe von 2 Millionen Euro und zu fünf Jahren Verlust der Wählbarkeit verurteilt. Grund für diese Verurteilung waren Auslandskonten seiner Firmengruppe, mit denen mehrere Millionen Euro vor den Steuerbehörden verschleiert worden sein sollen. Da das Urteil noch nicht rechtskräftig und ein Berufungsverfahren wahrscheinlich war, behielt Dassault aber seine politischen Mandate als Senator und Mitglied des Départementrates von Essonne.